# مجموعه ورزشی اشرفی اصفهانی کرمانشاه
مجموعۀ ورزشی اشرفی اصفهانی کرمانشاه یک مجموعۀ ورزشی در شهر کرمانشاه است. این مجموعۀ ورزشی شامل یک استخر سرپوشیده و نیز سالن‌های بدمینتون و شمشیربازی است. مجموعۀ ورزشی اشرفی اصفهانی کرمانشاه در سال ۱۳۶۱ آغاز به کار کرده‌است. خانۀ شنای کرمانشاه در این مجموعه قرار دارد. مجموعۀ ورزشی اشرفی اصفهانی در کوی بیست و دو بهمن، تقاطع بلوار گذرنامه و بلوار سی‌متری دوم قرار دارد.

## استخر اشرفی اصفهانی
استخر سرپوشیدۀ اشرفی اصفهانی استخری در ابعاد ۵۰ متر است.
این استخر نخستین استخر سرپوشیده در استان کرمانشاه بود که در سال ۱۳۶۱ افتتاح شد. استخر شهید اشرفی اصفهانی در حال حاضر محل خانۀ شنا، شیرجه و واترپلو در استان کرمانشاه است و دبیرخانۀ این رشته‌ها در منطقۀ غرب ایران محسوب می‌شود و تنها استخر شنایی است که در اختیار هیئت شنا، شیرجه و واترپلوی استان کرمانشاه قرار دارد. کلاس‌های آموزش و مربیگری شنا و واترپلو، برنامه‌های استعدادیابی و مسابقات محلی، استانی و منطقه‌ای در رده‌های سنی مختلف زنان و مردان در این استخر برگزار می‌شود و در سانس‌های عادی نیز امکان استفاده از آن برای افراد عادی مهیاست.
استخر اشرفی اصفهانی به دلیل قدمت خود معایب و نواقصی دارد و از بدوم تأسیس بازسازی بر روی آن صورت نگرفته‌است. این استخر سکوها و عمق نامناسبی دارد و به همین دلیل ورزشکاران کرمانشاهی برای تمرین به تهران اعزام می‌شوند.
در مرداد ۱۳۹۵ ادارۀ کل ورزش و جوانان استان از تصمیم خود برای واگذاری این استخر به بخش خصوصی از طریق مزایده خبر داد.
در بهمن ۱۳۹۸ مسئول دفتر فنی اداره کل ورزش و جوانان کرمانشاه اعلام کرد که استخر شهید اشرفی اصفهانی به دلیل فرسودگی می‌باید تعطیل شود. به گفتۀ‌وی طی چهار دهه گاز کلر متصاعدشده از آب استخر به‌طور مداوم با سقف آلومینیومی آن برخورد داشته و این مسئله سازۀ آن را فرسوده کرده و آسیب‌زا نموده‌است.
از سال ۱۳۹۹ مسئلۀ لزوم نوسازی این استخر مطرح شده‌است. قرار است در این نوسازی‌ها برای ساخت یک سکوی شیرجۀ سه تا ده متری سقف استخر بالاتر برده شده و عمق استخر نیز افزایش پیدا کند.
در خرداد ۱۳۹۹ رئیس هیئت شنای استان کرمانشاه از نصب یک تخته دایو سه متری با استاندارد روز در این استخر خبر داد.
در مهر ۱۴۰۱ رئیس اداره ورزش و جوانان شهرستان کرمانشاه از واگذاری استخر اشرفی اصفهانی به بخش خصوصی خبر داد و اعلام کرد که بازسازی آن نیز به متولی جدید بخش خصوصی محول شده‌است. به گفتۀ‌وی استخر اشرفی اصفهانی تا اطلاع ثانوی برای بازسازی تعطیل خواهدبود.

## سالن بدمینتون
سالن اختصاصی هیئت هیئت بدمینتون استان کرمانشاه در مجموعۀ‌ ورزشی اشرفی اصفهانی واقع شده‌است. در سال‌های اخیر مسابقات لیگ برتر بدمینتون ایران در این سالن برگزار شده‌است.

## سالن شمشیربازی
اگرچه سالن شمشیربازی مجموعه قدمت زیادی دارد،‌ اما هیئت شمشیربازی طی سال‌های ۱۳۹۲ تا ۱۳۹۵ غیرفعال بود و از آن سال بار دیگر فعالیت خود را با بازسازی و تجهیز سالن و تأسیس خانۀ شمشیربازی از سر گرفت. در حال حاضر هیئت شمشیربازی و خانۀ شمشیربازی کرمانشاه در مجموعۀ ورزشی اشرفی اصفهانی مستقر است. این بخش از مجموعه یک سالن شمشیربازی با دو پیست را شامل می‌شود که در سال ۱۳۹۷ مطابق با استانداردهای این ورزش بازسازی شده و در سال ۱۳۹۹ با شرایطی تازه افتتاح شده‌است.